# 法季伊夫卡
49°59′27″N 27°26′8″E / 49.99083°N 27.43556°E
法季伊夫卡（烏克蘭語：Фадіївка），是烏克蘭西部的村莊，隸屬赫梅利尼茨基州的舍佩蒂夫卡區。該村始建於1420年，面積0.84平方公里，2001年人口172，人口密度每平方公里203.8人。